# Goddelijk Hart van Jezuskerk (De Horst)
De Goddelijk Hart van Jezuskerk is een voormalige parochiekerk in het Nederlandse De Horst in de gemeente Berg en Dal.
De kerk werd tussen 1951 en juni 1952 gebouwd als opvolger van de oorspronkelijke kerk in De Horst uit 1928 die in de Tweede Wereldoorlog verwoest werd. Daarna was een noodkerk in gebruik. De kerk werd in 2015 gesloten en op 1 januari 2016 'ontwijd'. De Mariakapel onder de toren bleef in gebruik en de kerk voor uitvaarten en losse vieringen. Op 1 mei 2021 werd de kerk definitief aan de eredienst onttrokken.
In 2018 wilden twee lokale bierbrouwerijen zich in de kerk vestigen. In december van dat jaar bleek dit niet te realiseren. In 2020 waren er opnieuw twee gegadigden en aan het einde van het jaar werd het gebouw verkocht aan een vastgoedontwikkelaar.

## Galerij

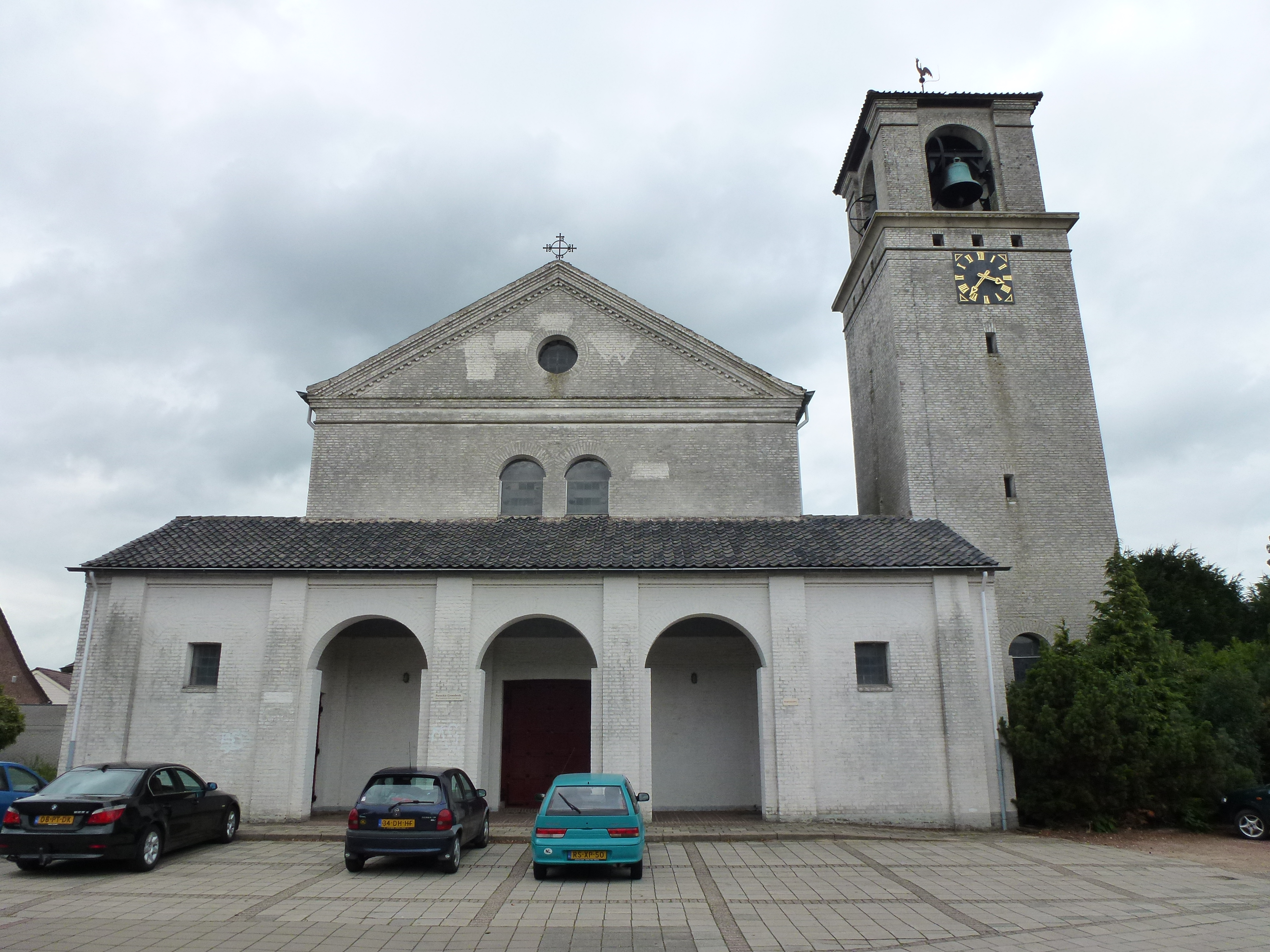
Vooraanzicht
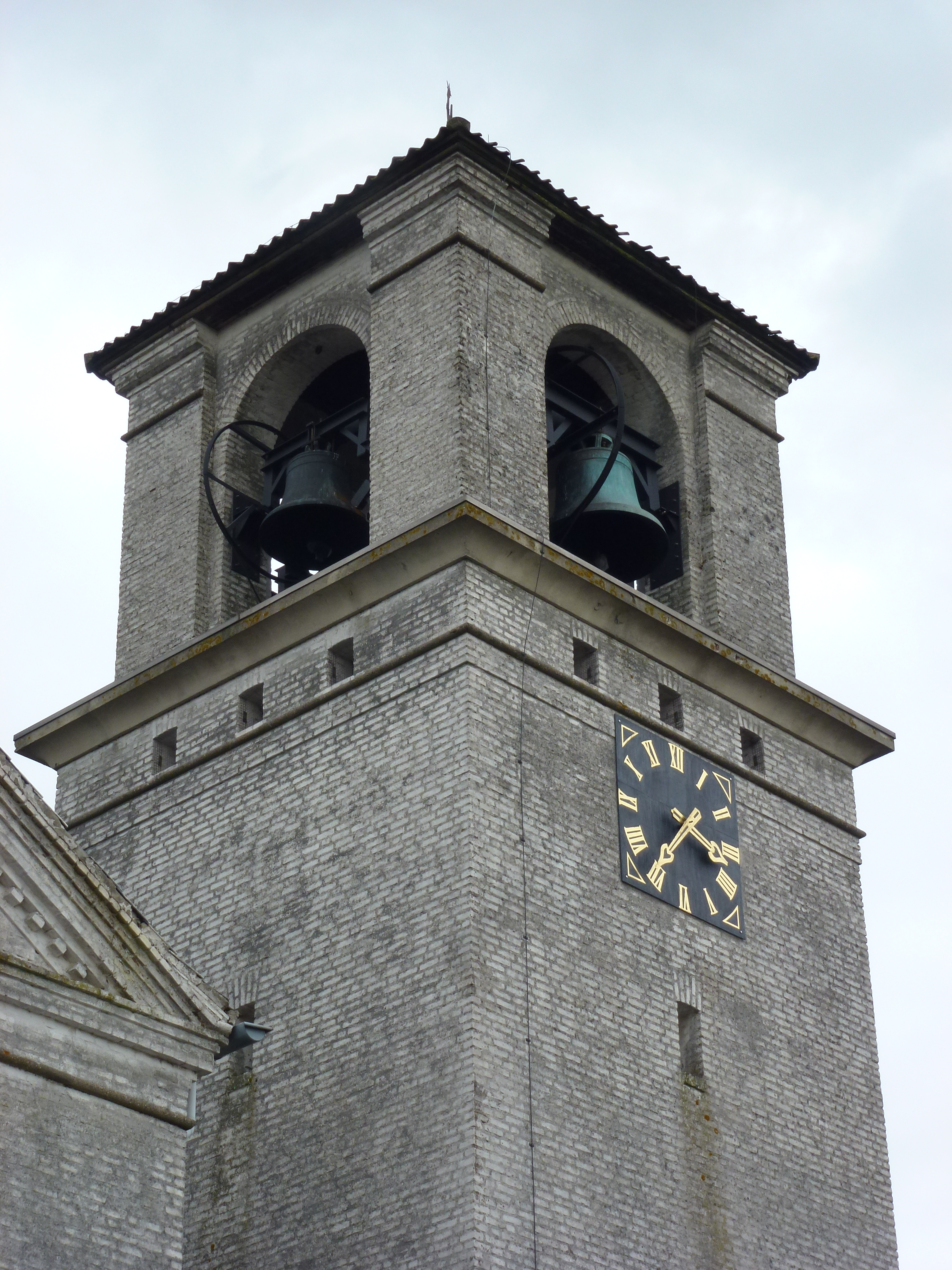
Toren
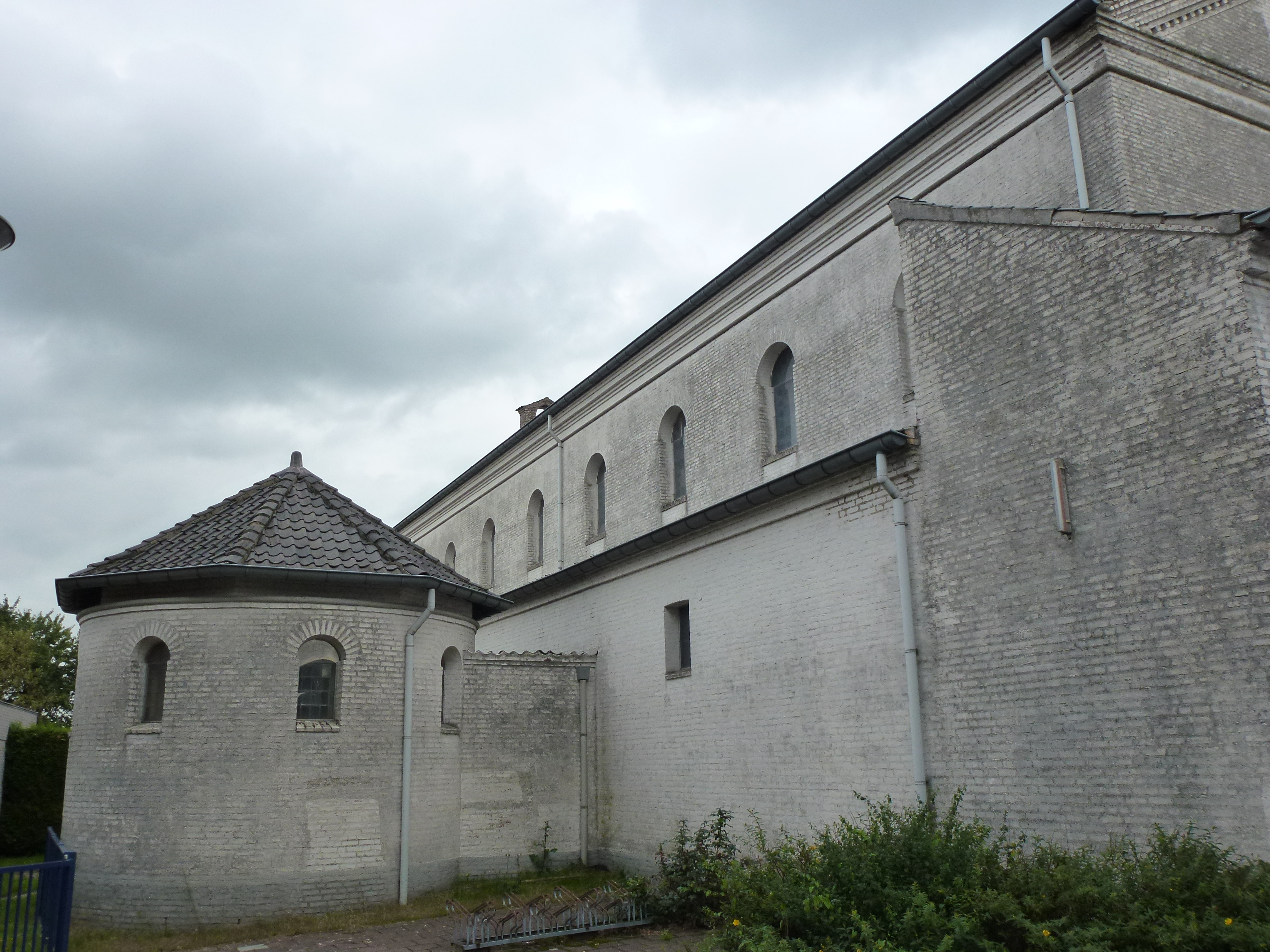
Zijkant
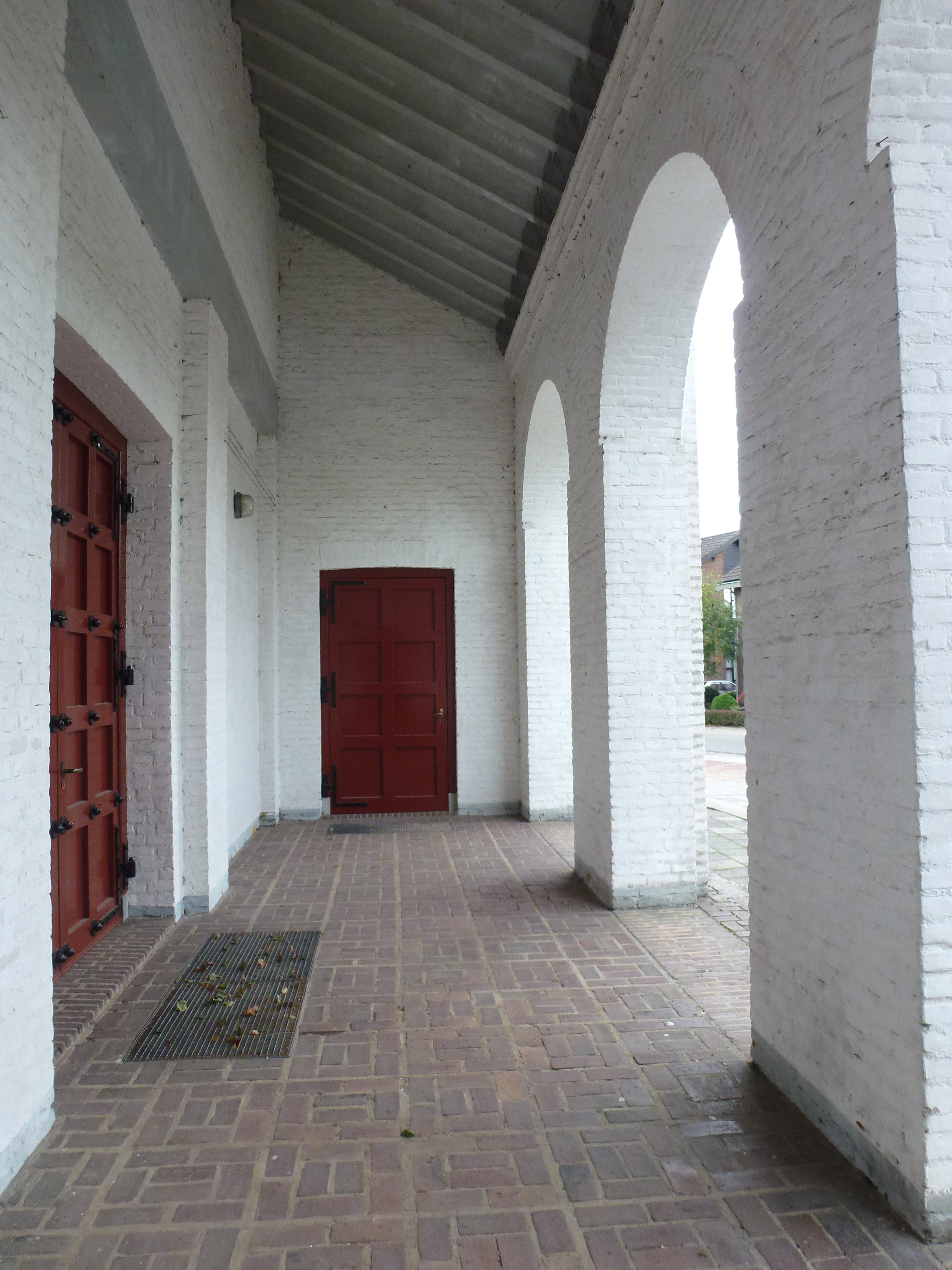
Ingang
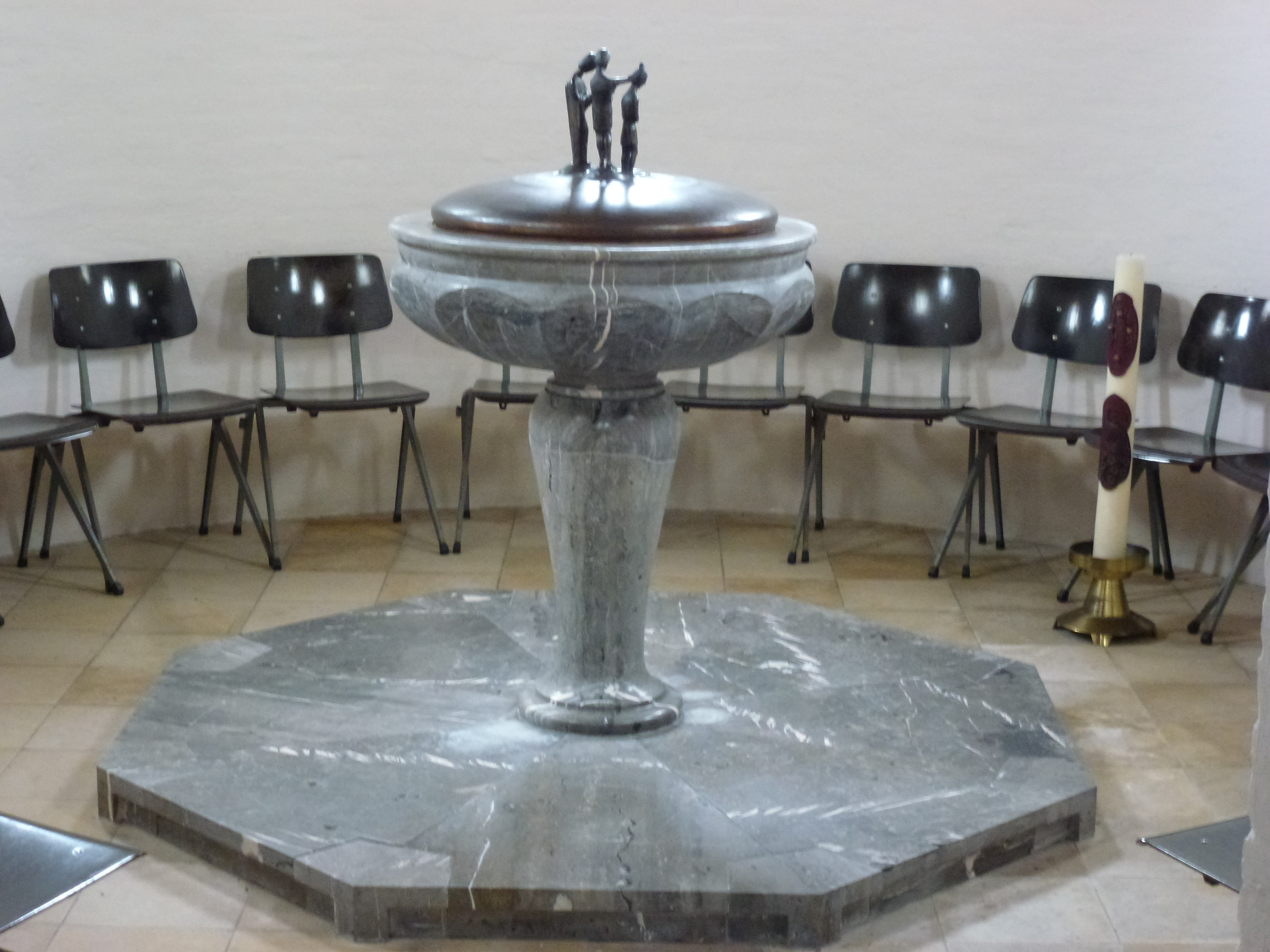
Doopvont
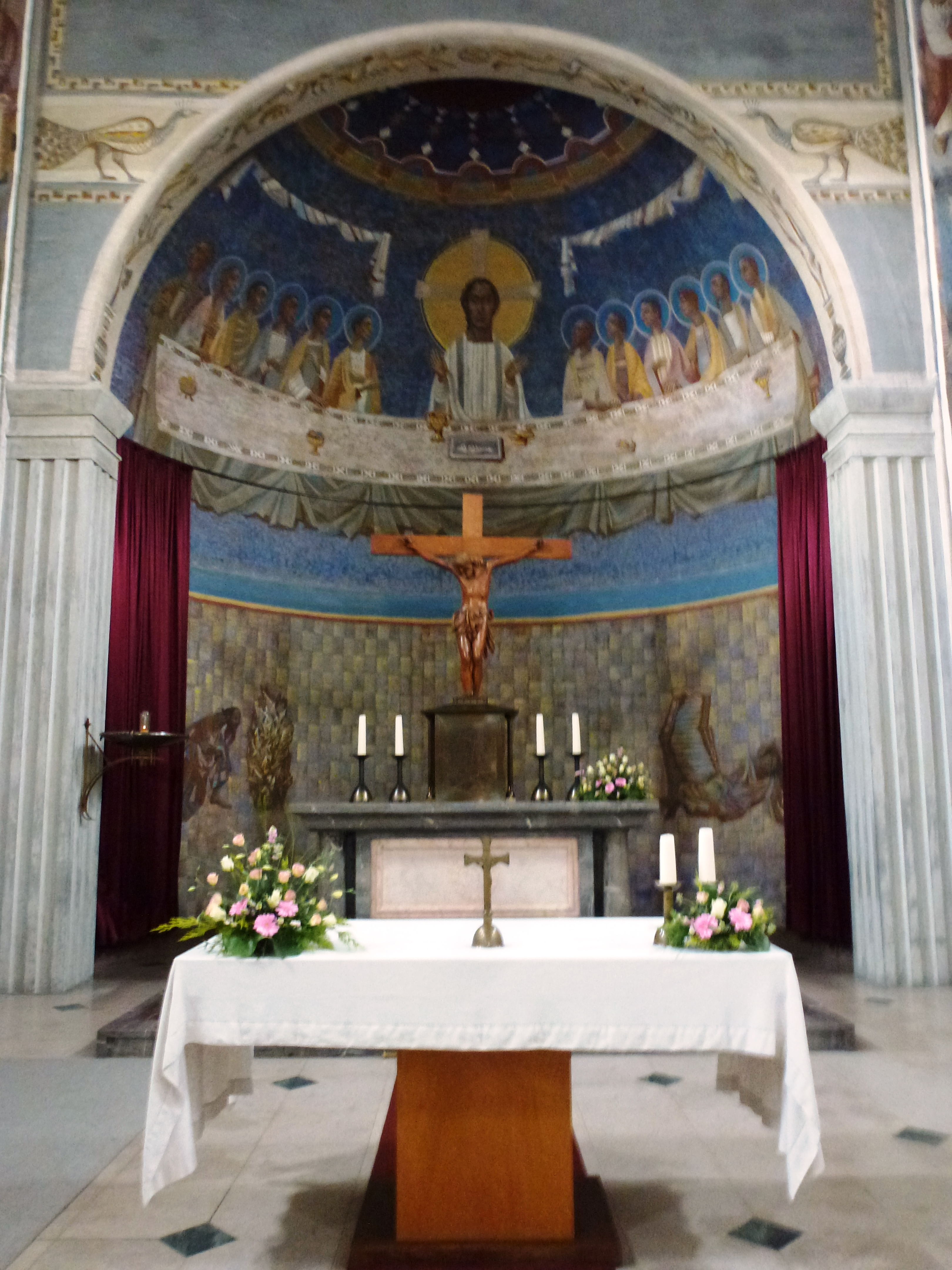
Muurschildering priesterkoor
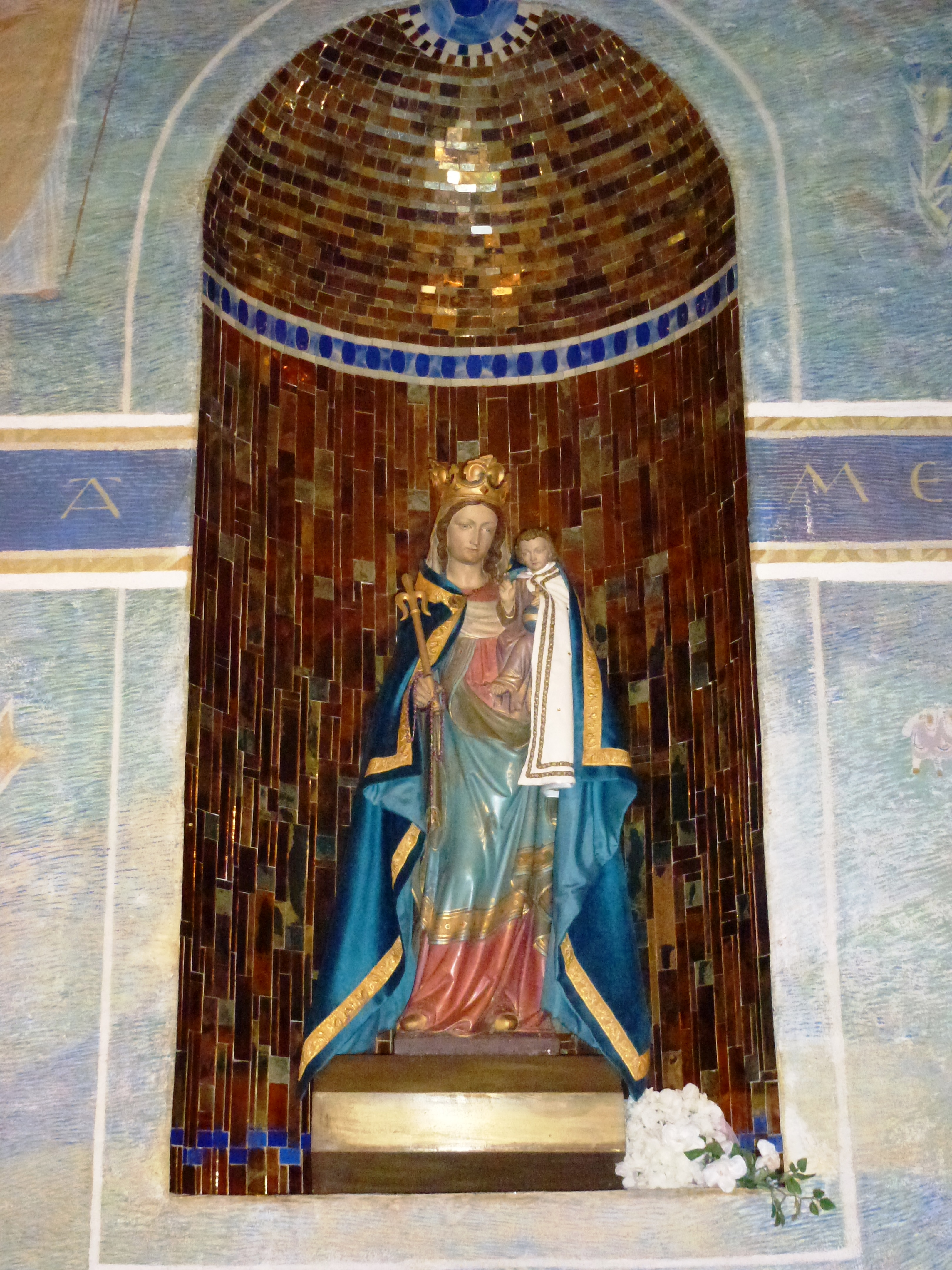
Beeld Mariakapel
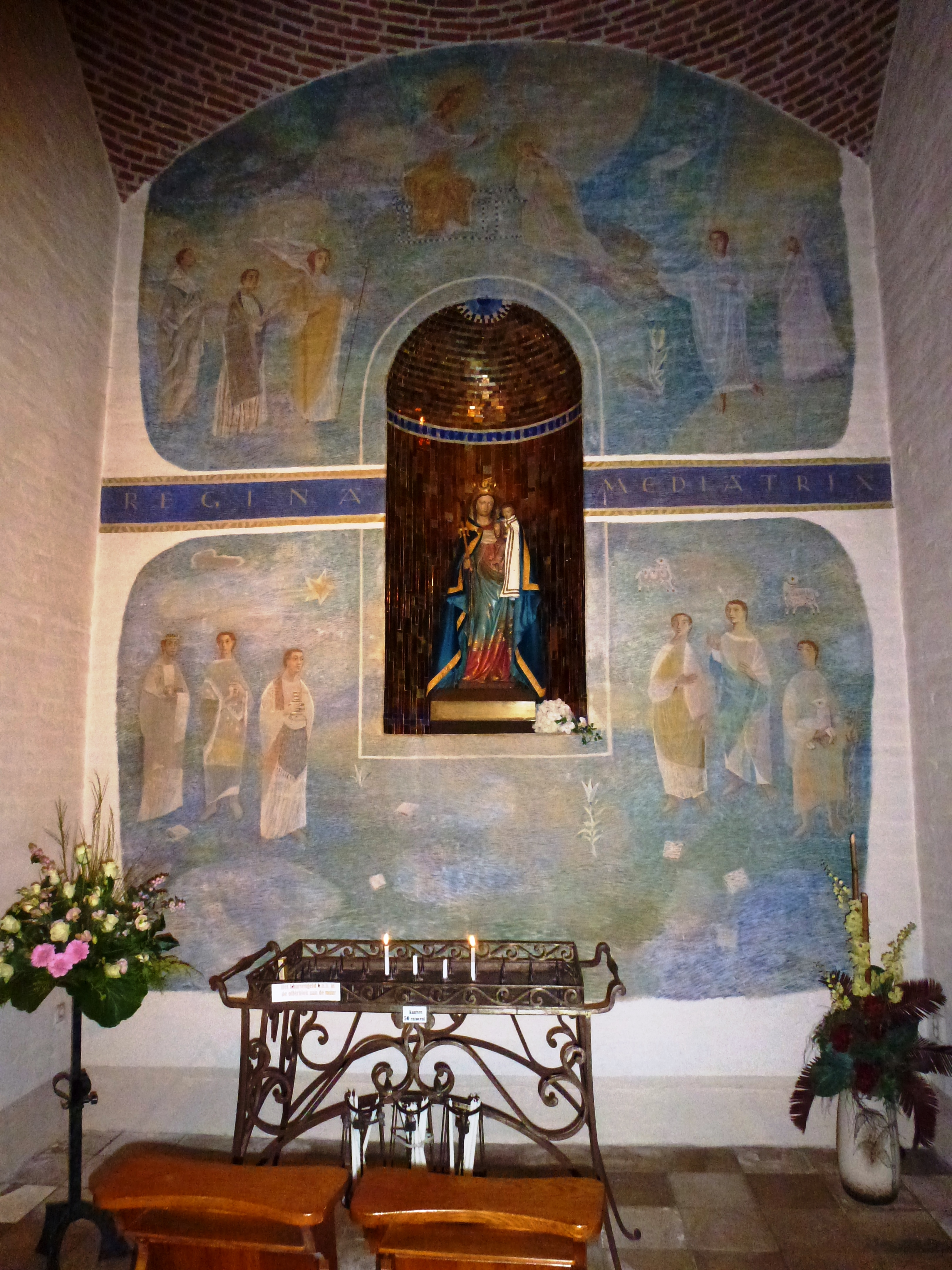
Muurschildering Mariakapel
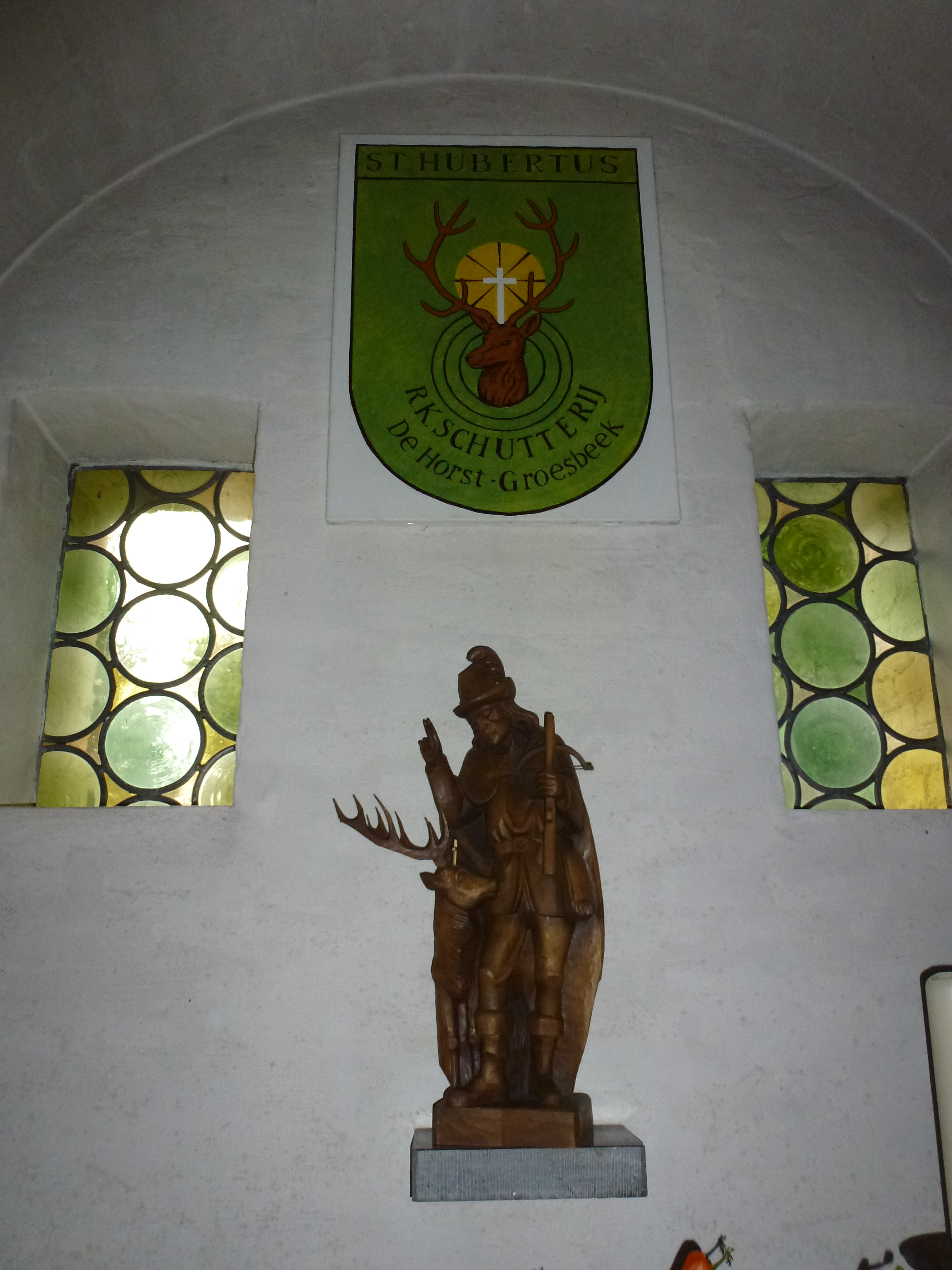
Schutterskapel
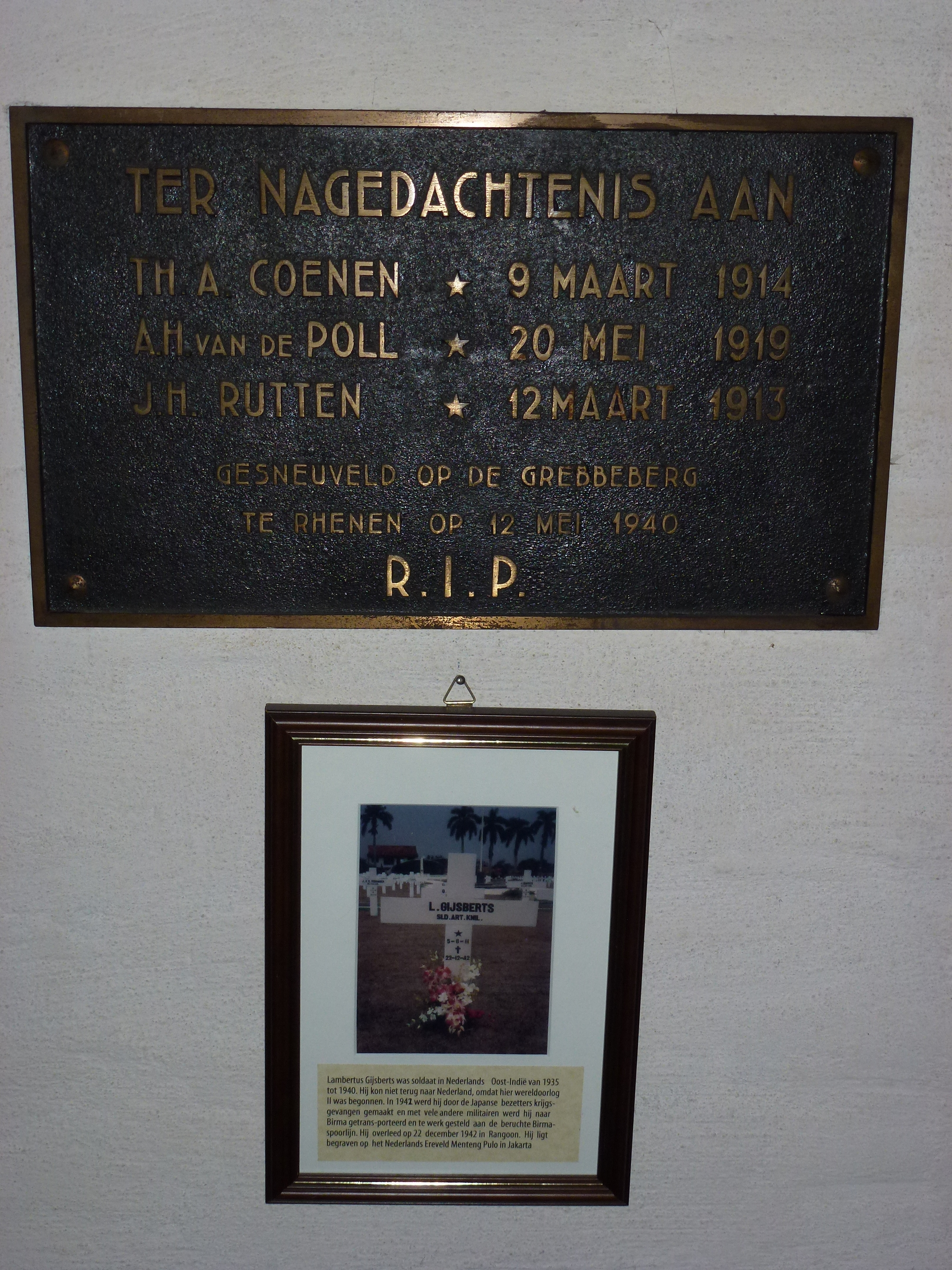
Oorlogsplaquette
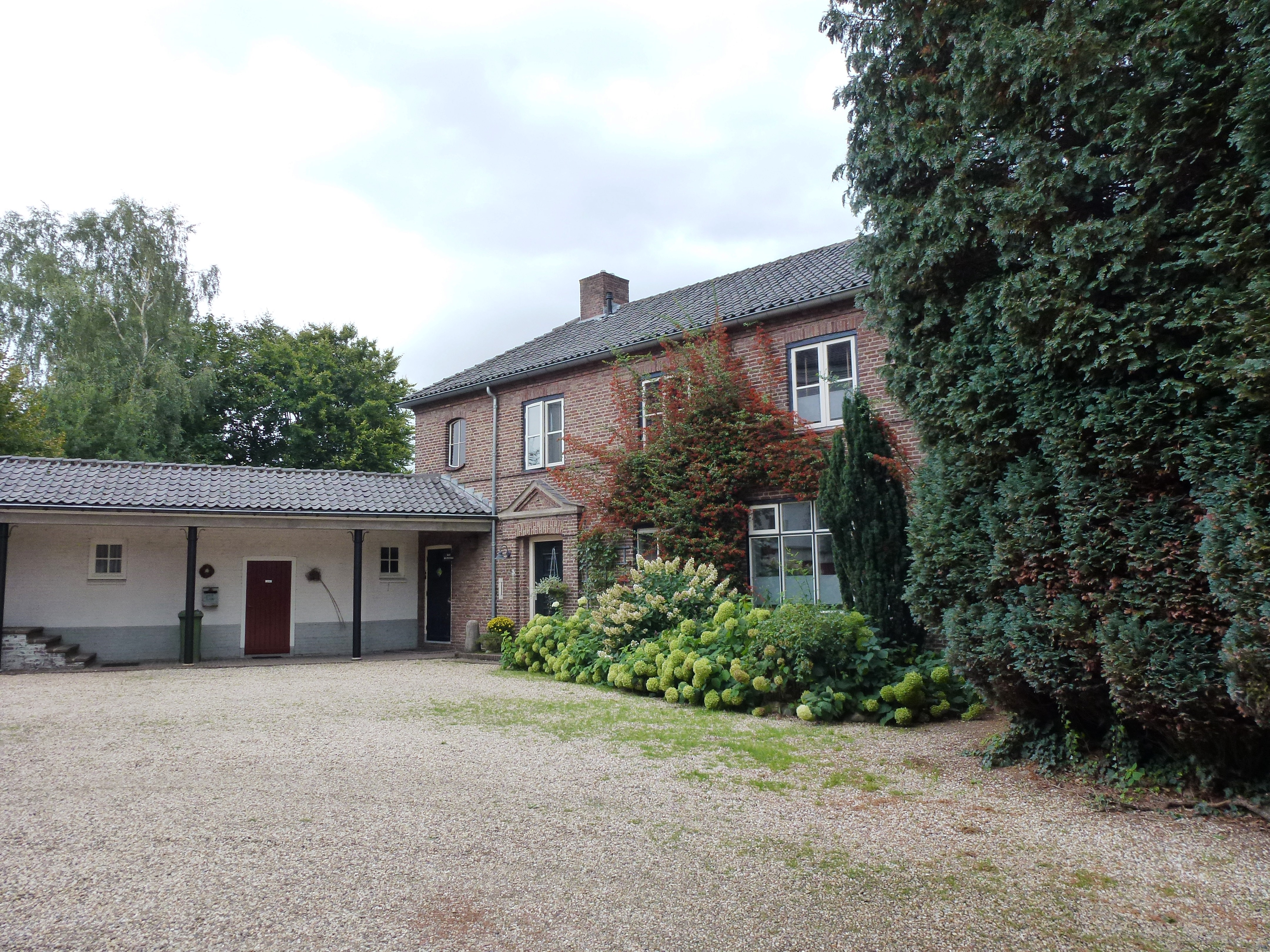
Voorm. pastorie Ketelstraat 3